# さすがの猿飛
『さすがの猿飛』（さすがのさるとび）は、『週刊少年サンデー増刊号』（小学館刊）にて1980年（昭和55年8月増刊号）から1984年（昭和59年4月増刊号）まで連載された、細野不二彦による漫画作品。
1982年から1984年にかけてテレビアニメ化された。
『月刊ヒーローズ』2017年7月号より2019年10月号まで、33年ぶりの新作・続編となる『さすがの猿飛G』が連載された。タイトルの『G』は、“現代を舞台に「グローバル（Global）」で活躍する作品内容（原文ママ）”、という意味が込められている。

## 作品解説
表向きは普通の私立高校でありながら、実は忍者を養成し、世に送り出す専門機関でもある私立忍ノ者（しのびのもの）高校が舞台。そこに転入してきた猿飛肉丸の活躍や恋の行方を描く。同校の創立者・猿飛八宝斎の孫である彼は、「かなり背が低い・超肥満体・卑しいほどの大食漢・スケベ」と、女性に嫌悪されそうな条件を揃えているが、なぜか校長の娘で幼馴染みの美少女くノ一・霧賀魔子には好かれており、周囲も羨む相思相愛の仲だった。彼女がピンチの時には怒りの台詞と共に豹変し、得意の忍術を駆使して大活躍する。
肉丸の必殺技は、足底を地面に超高速で擦り付ける事で発生する強力な熱対流がミニ台風となる「神風の術」（女生徒のスカートめくりにも使用）と、空腹時に胃壁を振動させる事によって超音波を発生させ、敵を破壊する「胃の笛の術」。
非常に個性的な登場人物の面々が繰り広げる、ちょっとエッチなシーンが特徴のドタバタコメディーであり、またラブコメの要素も踏まえている。たまにストーリー本編と関係のない番外編が挟まれるのも特徴で、特にアニメ版では多くの番外編が追加されている
。
アニメ版は原作の話数が足りなかったためオリジナルキャラや独自の設定が盛り込まれ、原作とは大きく異なる。「アナログな忍者」を養成して世に送り出す忍ノ者高校に対し、「ハイテクな機械を駆使する近代的なスパイ」を養成するライバル校・スパイナー高校とその生徒が当初から登場し、肉丸をはじめ、忍ノ者高校をあからさまに敵対視して、色々な対決を仕掛けてくる。

## 登場人物
声はアニメ版のもの。文中の原作漫画の出典（巻数と頁）は初単行本である少年サンデーコミックスに基づく。
猿飛 肉丸（さるとび にくまる）
声 - 三ツ矢雄二
本作の主人公。かなり背が低く、超肥満。卑しいほどの大食漢、スケベと女性に嫌悪されそうな条件を備えた風貌の持ち主。しかし、魔子とは幼少時より相思相愛の仲であり、周囲から「バカップル」と揶揄されるほどのラブラブぶりで、大食漢の肉丸のために毎日魔子が持参する「愛情たっぷり量もたっぷり特製手作り弁当」を一緒に食べる様子は、忍ノ者高校の昼休みの名物となっている。
誰よりも一番好きなのは魔子であるが、他の美少女も大好きである。ナンパをすることもあるが（無論、本心で付き合おうというわけではない）、相手にされることは滅多にない。得意の「神風の術」でスカートめくりをするのは御挨拶代わりで、この上ない楽しみの一つとしているが、毎度のごとく魔子に叱られるのがオチとなっている。
普段はころころと笑顔で明るく、母曰く「はしっこい」性格で素直。朗らかで人懐っこい。しかし、魔子の窮地には「魔子ちゃんいじめた！」と怒りが爆発し、何人たりとも容赦しない。また、魔子以外の女の子が傷つけられたり自分の食べ物を粗末にされても怒りを爆発させる。
年齢はアニメ版では第61話の時点で17歳。昭和五十×年7月に忍ノ者高校1年A組に異例の中途入学を認められる。その風貌や言動ゆえに「忍者」には不向きと思われるも、学校屈指の極めて優秀な生徒であり、最優秀生徒として知られる。生まれながらの環境と天性の才能から、一般的な忍術も難なくこなす。加えて、オリジナルの忍術も体得しており、学校主催の大演習では圧倒的実力で優勝を果たした。
得意技は足の裏を地面に超高速で擦り付けて上昇気流を発生させ竜巻を起こす「神風の術」や、常人なら自らの意思でコントロールできない消化器の蠕動運動を自律的に制御して、破壊力を伴った超音波を発生させ、対象物を破壊する「胃の笛の術」など。「神風の術」はスカートめくり、（空腹時にしか使えないが）「胃の笛の術」は女性の衣服だけを破壊し全裸にするなど、どちらもお色気技の要素が強い。その一方でアニメ版での「神風の術」は、巨木や人や建物を天の彼方まで吹き飛ばすほどの必殺技としても描かれていた。
霧賀 魔子（きりが まこ）
声 - 島津冴子（サブタイトルコール、次回予告も兼任）
本作のヒロイン。肉丸の恋人。B83/W58/H84、靴のサイズは23.5cm、アニメでは身長156cm、B83/W54/H83（第2話）。幼少期（小学二年生の7歳の頃）に肉丸と出会い、その時に起こった「ある出来事」をきっかけに相思相愛、両家公認（当初は母・亜子のみ猛反対するも、後に和解）の仲となる（第4巻「昔とかわらぬ肉丸君の巻」、アニメ第18話）。忍ノ者高校校長の一人娘で、普段は長い髪をポニーテールにしており、学校きっての美少女と誉れ高い。原作第7巻の時点で2年A組の17歳。アニメ第63話によると魔子の生年月日は昭和42年1月17日。
一般教養も忍術も成績優秀であり、将来有望な“くノ一”とされている。学業だけでなく、家事も得意であり家庭的な面もある。特に料理の腕はかなりのもので、大食漢の肉丸のために手作り弁当を作るのが日課であり、それを美味しそうに食べる肉丸を見ることが何より至福の時間である。だが肉丸の肥満が彼の身長すら圧縮し始めた事に気付いた時には、肉丸の意志とは関係なくダイエット計画を発動するなど、思い込みの激しい所もある（第4巻「シェイプアップ・ラブの巻」、アニメ第22話）。
常に肉丸に添うように行動し、ピンチの際は肉丸の庇護を受けてきた。しかし、今の技量では忍者として先に進んでいく肉丸との差は開くばかりで、共に歩むことが出来なくなるのではないかと自問し、葛藤するようになる。そんな折、妖野幻十郎（あやしの げんじゅうろう）と出会って、百年に一人という“水晶眼”を持った幻術師としての才能を見出され、高度な技を身につけるも、その幻術により（肉丸への想いを利用される形で）洗脳状態にされ暴走、忍ノ者高校崩壊に一役買ってしまう。さらに幻術師たちの属する妖ノ者学院と、忍ノ者高校との決戦において肉丸を敗北寸前にまで追い詰めるが、自らを傷つける方法で幻術を破られ、またそのために傷ついてゆく肉丸の姿に平常心を保てず正気に戻る。なおこの一連の幻術をめぐる最終エピソードはアニメ化されていない。（以上、原作第7巻）
魔子が常に肉丸に助けられてきた己の不甲斐なさに直面する展開はアニメ版でも終盤に訪れるが、肉丸と別れて自立しようともがき苦悩する姿こそ描かれるも、やや済し崩し的に元の鞘に収まってしまう。そもそもアニメ版では第46話で緒形に「得意技の一つも無い、かわいいだけが取り柄のブリッコ忍者」と痛罵され、第55話でのミス忍ノ者高校コンテスト落選、さらには第58話で全日本高校スパイコンテストの忍ノ者高校出場メンバーに、肉丸の発奮材料として選抜されたと知ってショックを受けたことで、肉丸からの自立を意識するようになるのだが、第61話では犯罪組織「黒い旅団」に「霧賀魔子（17歳）は肉丸に準ずる優秀な生徒」と分析されているうえに、第63話では「黒い旅団」のチェリーアイランド（桜島）基地への潜入に成績優秀者上位2名を選抜することになった際、魔子がそれに該当したことで「娘を死地へ送らねばならなくなる」と霧賀校長が悩むほど、肉丸が別格なだけで“くノ一”としてじゅうぶん優秀であり、緒形の言葉は事実に反する。
得意な忍術は「忍法投げキッス」（アニメ第32話）、「もろ肌くずし」（アニメ第32話）、「幻術」（原作7巻）、「蝶の舞」（アニメ第51、56、58話ほか）。また、原作では魔子も「神風の術」を使うことができる（魔子いわく、毎日傍らで女の子への挨拶代わりにやられていれば嫌でも覚えるとのこと）。
石川 美加（いしかわ みか）
声 - 三田ゆう子
魔子の恋のライバルにして親友。魔子とはタイプの違う、高校生らしからぬグラマラスな美貌の持ち主。威勢の良い性格に加えツッパリで気性が激しく、忍ノ者高校の不良生徒達を取り仕切る姉御肌の「スケバン」として君臨している。石川五右衛門の末裔であることから、優れた盗人としての資質に恵まれている。
ショートもしくはミディアムのカーリーヘアーに、（校内では）昭和のスケバン定番のロングスカートのセーラー服姿といった格好をしているが、その長いスカートの中に隠された下着は意外に可愛らしい（肉丸が彼女に対して初めて「神風の術」を使った際は、蝶ネクタイ柄の白パンティ＋フリルのついたガーターを着用していた）ことから、女の子らしさというものを気にかけている心境がうかがえる。また取り巻きの男は多いものの、どこか腫れ物に触るかのような態度で踏み込んできてくれない者ばかりなため、時折スケバンと言う自分の立場に虚しさと侘しさを感じていたようでもあり、自分という存在に物怖じせず他の娘と同様に扱う肉丸に興味を持つ。
たびたび問題行動を起こし、休学や停学の期間が頻繁にあるため学科の成績は劣っているが、忍術の腕は一流（魔子よりも上らしい）で、「陽忍逆釜殺しの術」など、色香を漂わせ異性の目を引いている間に忍術を仕掛けるといった、魔子にはまだ習得できない忍法の心得もある。
原作では最終的に舎弟にした風間小太郎と、男女の仲を魔子や周囲に疑われるようになるが、本人もまんざらではない様子を見せる（第7巻「石川美加、恋の綱わたりの巻」）。小太郎との関係は、幻術師の陰謀による忍ノ者高校崩壊に際してさらに深まり、今後の進展を窺わせていた。
アニメ版では（第50話や第59話で本人が語ったことによると）赤ん坊の頃、街のゴミ箱のそばに捨てられていたところを旅のサーカス一座の団長に拾われ、団員として虐待ともいえる厳しい修行の日々を送って育ったという（美加の身の軽さや身体能力の高さは、このときに培われた）。後に一座を脱走し都会の片隅で盗みなどして一人生きていたが、小学生ほどの頃に霧賀校長と偶然出会い、その腕を見込まれ将来は（4、5年したら）忍びの者高校へ入学するよう勧められている。その一方で第28話では「バイクレース中の事故で亡くなった、母親の違うバイクレーサーの姉がいた」、あるいは「腹違いの兄がいて…」などと語るなど、本人の身の上話はその日によってコロコロかわるためどこまで事実なのか信憑性には疑問があったが、天涯孤独で一人で生きていることは事実だったようで、第67話にてようやく祖父・九ェ門（声 - 宮内幸平）と会い、自身も知らなかった本当の生い立ちが明かされる。曰く、美加の母はとある暴力組織のボスの娘と男を取り合った挙句、その男と結ばれ美加を授かるもヤクザに追われる生活となり、赤ん坊の美加をサーカス団のテントの前に隠して逃亡した後、逃げ回る生活が祟ったのか病に倒れ、夫ともども相次いで死んだらしいということだった。なお第50話でサーカス時代に“お兄ちゃん”と慕っていた“風”を名乗る青年（声 - 古川登志夫）との因縁が描かれていることから、サーカス団で過酷な幼少期を送っていたことは事実だった模様。
16歳にしてBAR「くろねこ」で男装の麗人としてアルバイトをしている（アニメ第59話）。魔子（昭和42年1月17日生まれ、第61話の時点で17歳）と同い年のはずだが、第63話によると生年月日は昭和41年7月10日（クリスマスの時点で16歳）なので計算が合わない。肉丸の弁によるとB83/W58/H83（アニメ第50話）。
緒形 剣一郎（おがた けんいちろう）
声 - 若本紀昭
肉丸や魔子らのクラスを担当している教師。34歳独身（アニメ第35話）。忍者としてもトップクラスの能力を誇る。引き締まった体躯で無駄のない所作。髪はオールバックで、普段からサングラスを愛用している。基本的にクールでニヒルなキャラクターのはずであったが、肉丸が転入してきた頃からペースを乱され、かなりストレスを感じている。異性に対しての免疫が少なく、あまりにストレートなエロやエッチなシーンに直面すると対処できず、サングラスが割れ鼻血を大量に噴出してしまうなど、軽いパニック状態になるのが弱点。
アニメ版では忍ノ者高校に一時期、赴任していたインターポールの捜査官である“くノ一”・水木夏子（声 - 弥永和子）と、異性として惹かれ合うようになる（第35、49、58、62、69話）。また忍びにもかかわらずカナヅチであることが発覚している（アニメ第35、49話）。なおアニメ第1話では出席を取る時当時の読売ジャイアンツと阪神タイガースの選手の苗字で点呼を取っていた。
猿飛 八宝斎（さるとび はっぽうさい）
声 - 八奈見乗児
肉丸の祖父であり、かすみの実父。かつては今世紀最大の術者・鬼よりこわい八宝斎などと謳われた、忍ノ者高校創設者にして初代校長。一見すると老いてなお盛んな飄々とした老人といった風であるが、今も体術・幻術問わず、かなりの使い手である。弟子であった小源太が一人娘・かすみと結ばれたこと自体については、不満を抱いていたり腹を立てていると窺わせるような描写は特に見当たらないものの、警官という職業に就いたことには納得しておらず、何かと絡んではしばしば「破門！」と称して小源太を追い出す（ただし、小源太の力量は決して劣ってはいないので、「小源太が追い出される」というよりは「小源太が憤然として出て行く」といった体裁になっている）も、かすみにとっちめられて「破門」を解くという一連の「親子ゲンカ」は猿飛家の日常の風景、年中行事になっている。肉丸のスケベ気質は八宝斎からの隔世遺伝では？と思わせるスケベな好々爺であり（真偽のほどは定かでないが、かつては妻が心労で早死にする位「女癖」が悪かったという）、魔子のスリーサイズや下着の好みまで肉丸を通じて把握している（アニメ第2話）。なおアニメ版では亡き妻の名は“たたみ”とされている（第15話）。
猿飛 かすみ（さるとび かすみ）
声 - 増山江威子
肉丸の母。高校生の息子がいるとは思えない妖艶な美女ではあるが、肉丸にその美貌は遺伝しなかった。若い頃は父・八宝斎に弟子入りし、“くノ一”としての修行に励んでいたことがあり、他の追随を許さないほどの優れた忍術と美貌で将来を嘱望されていたにもかかわらず、小源太と熱愛の末、肉丸を授かり“できちゃった結婚”。忍術ではなく主婦を究める道を選んだ（原作第6巻「恋の行方はケセラセラの巻」）。アニメ版では妊娠絡みの事情は無く、西洋流スパイ術の研修のためのヨーロッパ留学の話を蹴って小源太との愛を選んでいる（第54話）。しかし、現役から遠ざかった今も忍術に衰えは見せず、亜子と対決した折にもまったく引けを取らなかった（原作第6巻「恋の行方はケセラセラの巻」、アニメ第54話）。冷蔵庫の中を全部食べてしまった肉丸に対しては容赦はしない。肉丸からは「マミィ」と呼ばれている。
猿飛 小源太（さるとび こげんた）
声 - 増岡弘
肉丸の父。時に隠密行動を命ぜられることもある凄腕の警察官（アニメ第2話、ならびに原作第3巻によれば階級は巡査）。若い頃は八宝斎の弟子として忍術を磨いていた。同じ門下生であり、八宝斎の愛娘・かすみと恋に落ち結婚、堅実な公務員の職に就いた。八宝斎は小源太が忍術の本領を発揮できない職を選んだことに納得がいかず、ことあるごとに「破門!」と家から追い出してしまうため、時々猿飛家から姿を消している（ただしほぼ恒例行事と化しているので、かすみも肉丸もさして心配はしていない）。忍びの里に住んでいたころは、破門されたときのために裏山の山小屋を隠れ家として確保していた。かすみとは結婚17年経った今でも熱愛中。やはり肉丸には似ていない。肉丸からは「ダディ」と呼ばれている。
霧賀 大蔵（きりが たいぞう）
声 - 緒方賢一
魔子の父。猿飛八宝斎の弟子にして、現・忍ノ者高校校長。風貌はたぬきの置物に似ていると揶揄されるが、実際アニメ版では狸に化ける忍術を使ってみせた（第51、54話）。普段は人当たりがよく、穏やかな物腰で飄々としたキャラクターであるが、（八宝斎の発言が事実ならば）数多い弟子の中でも一・二を争う強者（つわもの）であった（アニメ第2話）という。アイドル早田亜紀（声 - 伊藤さやか）の大ファンであったり（第3巻「よくぞ、みんなで、たばかったの巻」、アニメ第7、29、45話ほか）、都内の女子高生の制服をコレクションしていたり（第5巻「マル秘潜入レポートの巻」、アニメ第32話）と、肉丸や八宝斎に負けず劣らずスケベな一面もある。妻である亜子には頭が上がらない（なおアニメ版の亜子は魔子が幼い頃に家を出ており、もう何年も一緒に暮らしていない）。
霧賀 亜子（きりが あこ）
声 - 土井美加
魔子の母にして、忍ノ者高校の理事長でもある。気性が激しく、関西弁で捲くし立てるように喋る。
若い頃はかすみ・小源太・大蔵と共に八宝斎の下で修行を積んでおり、かすみと並び称されるほどの手練れの“くノ一”だった。当時は小源太に恋心を抱いていたが、親友でもあったかすみが亜子にも内緒で小源太と密かに交際をしており、子供まで宿してしまう（その子供が肉丸）。以来かすみとの友情にも決定的なヒビが入ってしまった。後に大蔵と結婚し魔子を出産するが、結婚してからも小源太とかすみの件での遺恨が胸の奥で燻っていたため、当初はその息子の肉丸と自分の愛娘の恋愛には大反対しており、肉丸が忍ノ者高校に一年の初めから入学できずにいたのも、そのあたりの事情が絡んでいる。ただ、二年間の海外視察に出ている間に夫・大蔵が肉丸を忍ノ者高校へ転入させてしまったため、帰国後は二人を別れさせようと様々な策を講じる。その後は魔子を嫁として引き取ると言いだしたかすみと、忍術込みの決闘を繰り広げた末に愛娘の気持ちを汲んで謝罪し和解、二人の仲を認めるようになった（原作第6巻「恋の行方はケセラセラの巻」）。
アニメ版では“MM3”を名乗り、CIAのエージェントとなって海外を飛び回って活躍している。秘術「蝶の舞」を極めた凄腕の“くノ一”でもある（第46、51話ほか）。魔子が幼い頃に家を出て音信不通となって（「離婚」という言葉は出ていない）以来、彼女とは会っておらず、再会した当初も実の母であるとの素性を隠して接していた（第29、46話）。修業時代のエピソードは概ね原作と同じだが、妊娠云々といった経緯は無く、かすみがヨーロッパ留学の話を蹴って小源太を選んだのに対し、素直に小源太への想いを表せず代わりに海外へと旅立ってしまったことや、魔子や家庭を捨てて仕事に生きている負い目が心の棘となっている（第54話）。かすみに対しては若干の反発を感じこそすれ原作ほど強い遺恨は無く（第54話）、そのため肉丸との対立もない。物語終盤で“くノ一”として、一人の女性として自立しようともがく魔子を、母として案じ見守っていく。なおアニメ版では関西弁を喋らない。
捨丸（すてまる） / 忍豚（ニントン）
声 - 田中真弓
原作漫画では1回限りのゲストキャラとして（第3巻「さすがの忍者・忍犬・忍豚の巻」）、猿飛家に一時的に飼われた忍豚（にんとん）。「捨丸」の名はかすみの“生き別れの肉丸の弟”、という作り話に由来する。忍豚は日本の大養豚地帯のいずこかにある“忍豚の里”において、特殊な訓練と忍術の心得を子豚の頃より施されており、人語も完全に理解し、かつては忍犬同様に刺客や追っ手として利用された、現代における警察犬のようなものと説明される。たまたま猿飛家の庭に迷い込んできたところを肉丸に拾われるが、ただの豚ではなく忍豚、かつ抜け忍であるという正体を見抜かれたことを察し、肉丸との対決の末いずこともなく去っている。
アニメ版では“忍豚（ニントン）”の名でレギュラーとして第2話から登場し、ストーリーテラーとしての解説役やナレーションも担当している。その忍術や体術の技量は極めて優れて高く、肉丸にも引けを取らない（第29話）。もともと抜け忍だったが縁あって（その経緯は説明されていない）猿飛家に居候している忍豚（にんとん）である。後に抜け忍狩りに遭ったことで猿飛家を出奔したため、第26話での家出を経て第29話で劇中のキャラクターとしては退場している（パロディ回などの番外編は除く。また解説役やナレーションは引き続き最終話まで担当した。）。かつてはピーコ（声 - 小宮和枝）という、同じく忍豚（にんとん）である恋人がいたが、抜け忍豚狩り部隊を率いた刺客となって現れ対決することになる（第26話）。
風間 小太郎（ふうま こたろう）
声 - 田中秀幸
頭脳明晰・成績優秀・容姿端麗、非の打ち所がないと自負している、少々気障な振る舞いをするナルシストな忍ノ者高校の生徒会副会長（次期生徒会長を目指していたが、3年生に進級した後に無事、生徒会長となっている）で、肉丸たちの一つ上の上級生。忍法「バラ隠れ（がくれ）の術」を得意技とし、大量の薔薇の花びらを撒き散らして登場することが多い。こちらも緒形と同様、肉丸の転入以降ペースを崩され自信をなくしかけたところに、更に追い討ちをかけるように美少年の服部が登場したため、すっかり影の薄い存在になってしまった。原作では最終的に美加の舎弟にされてしまったが、関係が親密になるにつれ周囲に男女の仲を疑われるようになり、疑惑の隠蔽や払拭に苦慮する。やがて幻術師たちの陰謀で忍ノ者高校が灰燼に帰した折、美加との仲は急速に深まる。
アニメ版では初登場のとき（第4話）から生徒会長である（なお第20話の会長選挙では再選を果たしている）こと以外は概ね原作どおりだったが、後にスパイナー高校校長・出門の愛娘・葉子と惹かれ合うことになる（第45話）。
服部 優一郎（はっとり ゆういちろう）
声 - 松野達也
肉丸を「センパイ」と慕う、忍ノ道中学時代からの後輩。肉丸や魔子が進級した年の新入生として忍ノ者高校にやってくる。努力を惜しまない真面目な勉強家で、一年生ではトップの成績だという。成績優秀・品行方正、アニメ第58話によると忍ノ者高校の最年少特待生でもある。あどけなさを残した美少年であり、女生徒から絶大な人気がある。弟子入りを志願して肉丸に付きまとう一方で、「忍者として肉丸を超える」事を目標とすることから、苦心の末「神風の術」を会得した上で肉丸に挑戦状を叩き付ける（第3巻「神風の術敗れたりの巻」、アニメ第8話）など不敵な一面もある。
アニメ版では忍ノ道中学の二年生であり、成績優秀のため飛び級で忍ノ者高校に入学してきた（肉丸や魔子と同じクラスになっているので、「先輩」と呼んではいるが同級生ということになる）。忍ノ道中学一年生のとき（一年前）に肉丸と出会って敗北して以来、敵意を抱いていた。生年月日は1968年10月16日の14歳、血液型はAB型。実はスパイナー高校のスパイであり（コードナンバーは00712）、そもそもの任務は忍ノ者高校に生徒として潜入し、秘密文書（卒業生の記録ファイル）をマイクロフィルムに映し撮ることだった（本人は入学するまで肉丸が忍ノ者高校に在籍していることを知らなかった）が、任務よりも優先した対決に完敗したことで肉丸に心酔し、弟子入りを懇願するようになる。（以上第3話）
千秋（ちあき）
声 - 島本須美（第21話）、玉川砂紀子
原作ではロングのカーリーヘアでアメカジの服を好んで着ている、ちょっと垢抜けない少女として登場。優一郎からは「ちィちゃん」と呼ばれており、キスまでした間柄。優一郎とは同い年のいとこではあるが、服部の家系でも千秋の家は傍流であり、すでに忍者を生業としていない。忍ノ者高校に合格したらまた会いに来るといった約束を果たさず、いつまでも音信不通であった優一郎を（優一郎の両親から、ヨーロッパ旅行で留守にする間の世話を頼まれたことを口実に）訪ねてくる。（第3巻「優一郎・恋に揺れるの巻」）
アニメ版でも原作同様、優一郎のいとこではあるが、長い黒髪で和服のよく似合う淑やかな美少女となっている。「一年後には立派な忍者となって迎えに来る」と言った約束を果たさず、いつまでも音信不通の優一郎を訪ねて（原作と同じく優一郎の両親から、ヨーロッパ旅行で留守にする間の世話を頼まれたことを口実に）忍ノ者高校にやってくる。また、実は両想いである点は同じだが、優一郎が千秋を避ける理由は「修行中の身なので、恋愛に気を取られている場合ではないから」と語られており（第21話）、原作のように「忍者と一般人では住む世界が違うため、自分と付き合うことで不幸にしてしまうから」といった「千秋の将来を案じて」の言葉は無かった。そのため千秋も「自分のことばかり」「自分勝手」と詰っており、「恋愛くらいで一人前の忍者になれないのなら、いっそ修行などやめてしまえ」とまで言い放っている（第21話）。千秋の家は原作同様すでに忍者を生業としていない一般家庭となっているが、一通り忍者としての基礎は身に付けており、その実力は小太郎や優一郎を打ち負かすほどであった(アニメ第30話）。
容姿・性格こそ違えど原作・アニメ版とも、優一郎が恐れを成すほどの怪力の持ち主である。
柘植 省吾（つげ しょうご）
声 - 塩屋浩三 / 少年期 - 田中真弓
猿飛家がまだ忍びの里で生活していた頃、肉丸をいじめていた少年。元・忍ノ者高校1年B組で、二年前に学校を退学して下忍仲間と徒党を組むようになっていた。忍びの中でも優遇されやすい家柄の「上忍」に対し、自分の家は言わば下働きをする「下忍」であることに強い劣等感を持っている。藤林祥子と交際をしていたが、いつしか祥子の気持ちが離れていき別離。その理由を自分が下忍であるから（身分の違いから祥子の両親に反対され、別れを強要されたため）だと思い込み、これまで以上に上忍を厭い逆恨みするようになる。その最たる矛先が、上忍の子弟が多く通う忍ノ者高校でも指折りの忍術使いであり、特に名門とされる猿飛家の子息でもある肉丸に向けられ、正体を見せず影の存在として祥子に近づき「神風の術」を封じる秘策を伝授した（彼女に対して現在どのような感情を抱いているかはハッキリ描かれておらず不明）。大変腕は立つがコンプレックスからくる暗くセコい性格の持ち主（本来使い捨ての割り箸や手裏剣を再利用する）で、その暗さ・セコさは部下からも疎まれている。ネーム入りの越中ふんどし愛用者であり、常日頃より身に付けているが、これが祥子と破局した真の原因であることを本人は理解していないらしい。肉丸に敗れて雪辱を誓ったものの、祥子ともども再登場することは無かった（アニメ版も同様である）。
アニメ版では「ネグラ（根暗と根来を引っ掛けた“もじり”）一族」を名乗っている。元・スパイナー高校1年B組だったがメカが苦手なことから二年前に落ちこぼれてしまい、これがトラウマとなって極端なメカ・アレルギーとなった。当時交際していた祥子とはスパイナーを去った後に別れており、肉丸をつけ狙う理由も原作のような「上忍と下忍との格差」への反発ではなく、（祥子の推測によれば）肉丸を倒してスパイナーの出門校長を見返すためであった。祥子はそのために利用した形となっており、彼女に対して現在どのような感情を抱いているかはアニメ版でもまったく描かれていない。原作同様“ふんどし”の愛用者で（ただし無地の赤フンである）、祥子との破局の原因となっていることも同じであるが、そこに「祥子の両親による反対」や「上忍下忍の格差」といった問題はまったく存在しない。（以上、第15、16話より）
藤林 祥子（ふじばやし しょうこ）
声 - 横沢啓子
忍ノ者高校の生徒。PTA会長の娘で成績はトップクラスの3年生。才色兼備でクラシックピアノをたしなむ、落ち着いた雰囲気を漂わせる美人。名門・藤林家の令嬢で、女生徒から羨望の眼差しを受けるお姉さま的存在である。正体を隠した柘植省吾から伝授された手立てを使い、素行に問題のある肉丸を懲らしめようと「神風の術」を封じ込めた（この件がきっかけとなり、肉丸は修行に励み新たな忍法「胃の笛の術」を体得する）。かつて省吾と交際していた時期がある。祥子の両親は下忍の出である省吾との交際に反対をしていたが、祥子にとってそんなことは些細なことでしかなく、別れを決めた理由は省吾が常日頃より身に付けている“ふんどし”を、生理的に受け入れることが出来なかったためであり、省吾が思い込んでいる「上忍と下忍との格差」ではなかった。
アニメ版ではスパイナー高校からの刺客として登場し、忍ノ者高校に転入してくる。「前の学校での成績はトップで、ピアノのコンクールではいつも優勝していたらしい」と魔子の口から語られており、クラシック同好会を主宰しているのは原作と同じ（ただし、アニメ版では転入早々に同好会を起ち上げるべく、ピアノの演奏会を開いたことになっている）。やはりかつて省吾と付き合っていたが、別れた経緯などについてはいっさい説明が無く、原作のような「上忍と下忍との格差による、祥子の両親からの反対」といった要素もまったく描かれていない。祥子がふんどしを生理的に受け付けず破局した点は同様だが、それが祥子の心が離れた理由であることを省吾が承知してるかどうかは明らかにされていない（そもそも描かれた事実からすると、省吾と祥子の破局と今回の騒動とは何ら関係が無い）。また一件落着後はスパイナー高校に戻ると話していたものの、省吾ともどもその後は登場していない。（以上、第15、16話より）
猫若丸（ねこわかまる）
声 - 大和田りつ子
八宝斎をしてケモノを使わせたら右に出るものは無いと言わしめた、ヒダの鷲若丸の一人息子で、意に沿わず猿飛家に修行のために預けられ居候している（第5巻「肉丸の恋敵、参上!の巻」、アニメ第27話から）。忍豚・流星号と組むことで忍法「人豚戦闘機」を繰り出す（アニメ第27話）。
流星号（りゅうせいごう）
声 - 緒方賢一
猫若丸の飼っている忍豚。人語を解し、猫若丸とは常に一緒に行動している。
錦小路 はるか（にしきこうじ はるか）
声 - 二又一成
もともとは同じ作者の作品『どっきりドクター』のキャラクター。しばしばカメオ出演的にチョイ役の医者として登場する。
アニメ版では忍ノ者高校の校医として（第6、12、17、20、42話ほか）、あるいは番外編などでは戦国時代の発明家つけひげ（第9話）や西部劇の町医者（どっきり）ドク・ホリデー（第13話）、スパイナー株式会社の研究員（第37話）などといった、そのときどきのゲストキャラクターとして登場。第42話ではスパイナーのコンピューターに、25歳にして世界でも無類のマッドサイエンティスト、と分析されている。元のキャラクター同様に、たいていは役に立つかも怪しい珍発明をして、周囲を巻き込んだ大騒動を巻き起こしたりする。

※以下はアニメオリジナルキャラクター。
出門 虎造（でもん とらぞう）
声 - 寺田誠
近代スパイを養成することを目標とし（第2話）、「メカは友達」（第2、7、18、44、62話ほか）をスローガンとするスパイナー高校の校長であり、スパイナー日本支部長。日本におけるスパイと言うべき忍者の力量を警戒し（第2話）、忍ノ者高校（と猿飛一家）を強くライバル視しており、あの手この手の権謀術数で貶めようとするが、予算不足からもっぱらその任は「課外授業」と称して00（ゼロゼロ）コンビに押し付けている。一見ダンディな二枚目だが、学校の名声をあげるためなら手段を厭わない策略家で、怪しげな薩摩弁で喋る。金に汚い部分もあり、スパイナー本部から送られる莫大な資金を懐に収めて豪華な生活を送っているため、学校の予算は常に逼迫し部下や生徒の作戦の資金は自費となってばかりいる（第62話ではこのことが災いして、校舎の防衛設備である光線砲が電気料未払いで使えなくなり、襲撃してきた「黒い旅団」に学園が破壊されてしまう）。また出門はスパイナー高校の校長職とは別に、ディスコ「DEMON TIGER」（第10話）やディスコ「OEMOTIN」（第57話）など、サイドビジネスとして複数の店舗を経営している。一人娘の葉子を溺愛している。
出門 葉子（でもん ようこ）
声 - 井上瑤
出門虎造の愛する一人娘（第58話）。普段は乙女チックな雰囲気を醸し出している美少女であるが、わがままで自尊心が高く 、時折たがが外れて“べらんめえ口調”で凄む豹変ぶりを見せる。第45話でライバル校・忍ノ者高校の生徒会長・小太郎と恋に落ち、以降その境遇をロミオとジュリエットになぞらえて悦にいっている場面がしばしば見られる。第58話における描写によるとコードナンバーは与えられていないらしいが、第63話ではスパイナー高校で最も優秀な生徒としてコンピューターにリストアップされている。
教頭（きょうとう）
声 - 井口成人→石丸博也（第37話より）
スパイナー高校の教頭。人使いの荒い出門校長に不満を抱いているが逆らえない。第59話での「黒い旅団」による出門邸襲撃シーンを最後に、以降は登場していない。なおスパイナー高校には出門・教頭のほかに、あと4名幹部教師（声：龍田直樹、長堀芳夫ほか）がいたが、第19話でスパイナー本部から派遣されたゴーゴン（声 - 曽我部和行）に「無能」と見なされて、メカによる洗脳のために本部に送られてしまった（スパイナーのデスクが六角形なのはその名残）。
00893
声 - 千葉繁
スパイナー高校の生徒。成績は芳しくなく、進級に必要な単位を落としそうになっている。そのため常時「追試」「進級試験」と称した課題を受け、スパイ活動を行っている。痩身で長い黒髪。おネエ風の言葉遣いをしているためオカマキャラのように思われがちだがそれは口調だけで、魔子の友人で私立普通高校に通う16歳の女子高生・中森聖子（声 - 小宮和枝）と淡い恋仲になる（第44、56、69話）。生徒コードナンバーとして「00893」を与えられており、004989からは「ヤクちゃん」（中森聖子からは「ヤクちゃんさん」）という通称で呼ばれる。004989が第10回全日本高校スパイコンテストで優勝したことにより、どうやらコンビでスパイナーの最優秀生徒と見なされているらしい（第58、59話）。
004989
声 - 間嶋里美
スパイナー高校の生徒。00893と同様劣等生。やや小柄で茶髪のショートヘアの美少年。00893いわく「スパイナー学園の玉三郎」と呼ばれているという（第8話）。頼りない仕草をするオカマ風キャラである。コードナンバーが「004989」であることから、常にコンビを組んでいる00893からは、「四苦八苦」をもじって「シックちゃん」と呼ばれている（第62話では呼び捨てで「シックハック」とも呼ばれた）。00893の中森聖子との恋を応援している（第59話）。第10回全日本高校スパイコンテストでは棚ぼたで優勝したことにより、名目上スパイナーの最優秀生徒となってしまう（第58、59、62話）。
4月バカ（しがつばか）
声 - 松田達也
第24、69話に登場した「黒い旅団」の首領。まだ15歳の少年でメカの天才だが、研究に明け暮れる毎日を過ごしてきたため、生まれてこのかた2回しか女性と会話したことが無く、そのことから強いコンプレックスと世の中への怨嗟を抱いている（第24話）。もともとメカを駆使する自前の国際的犯罪組織（組織名も「4月バカ」とされている）を持ってはいた（第24話）が、世界中の銀行をハッキングして手に入れた資金で「黒い旅団」を買収し、日本征服（全土への総攻撃）に乗り出していた（第69話）。その動機はかつて某国のエージェント“シンシア・ピーターソン（声 - 麻上洋子）”と肉丸に銀行泥棒を邪魔されたこと（第24話）に対する復讐と、なにより美女の魔子にモテている肉丸への嫉妬が高じての、肉丸ひいては日本への逆恨みであった（日本総攻撃は“4月バカ”の意思ではあるが、それまでの数々の破壊工作や殺人を含めた犯罪行為なども彼の支配下で行われたものなのか、そもそも「黒い旅団」を買収したのはいつ頃のことなのかは判然としない）。

## さすがの猿飛G
『月刊ヒーローズ』2017年7月号より2019年10月号まで連載された。旧作の続編という体裁をとっているが、時代設定は202x年表記のほぼ現代に置き換えられている。
舞台は世界に通用する忍者育成を目的とした「忍ノ道学院」へと改められ、肉丸・魔子が日本の誇りをかけて戦いを始める。肉丸・魔子らは19歳当時の第1話を経て24歳となっている。肉丸・魔子は忍ノ者高校卒業後、忍ノ道学院に進学している。なお、回想シーンとしてしばしば旧作のカットが挿入されている。

## 書誌情報
- 少年サンデーコミックス（小学館）全7巻
- スーパービジュアルコミックス（小学館）全3巻
- 小学館文庫（小学館）全4巻
- ヒーローズコミックス（小学館）全4巻
- MF文庫（メディアファクトリー）全4巻
- さすがの猿飛G ヒーローズコミックス（小学館）全4巻

## テレビアニメ
1982年10月17日から1984年3月11日まで、フジテレビ系列（一部除く）にて放送された。全69話。視聴率は最高で21%を超えた。なお、2004年と2009年にはCS放送でも再放送している。
原作では1回のみ登場した（第3巻「さすがの忍者・忍犬・忍豚の巻」）忍豚がレギュラーになっている、忍ノ者高校のライバル校として原作には登場しないスパイナー高校とその生徒「00893」「004989」の2人が登場する、などの違いがある。後半では「黒い旅団」と名乗る国際的な犯罪テロ組織が現れ、これと戦うために両校が協力し合う展開となる。
月刊誌連載だったためすぐに原作が不足し、アニメ版オリジナルの話や、例えば時代が戦国時代や原始時代になったり、映画のパロディだったり等の番外編が多い。放送当時ヒットした映画のパロディが多く、また、同じ原作者の『どっきりドクター』を原作にした話もあった（第42話）。シリーズ構成の首藤剛志が当時『魔法のプリンセスミンキーモモ』『戦国魔神ゴーショーグン』の原案・シリーズ構成も担当していた事から、『ゴーショーグン』に登場するブンドルに酷似したキャラクターが登場する話（第19話）のほか、増岡弘・三田ゆう子・千葉繁など本作と共通して出演している声優が多数いた事から、『ミンキーモモ』を思わせるキャラクターが登場して楽屋オチを披露する異色作（第38話）も制作された。番外編の本数は全体の約1/3以上に上り、終了間際には特に多い。
本作の特徴のひとつである「神風の術」によるスカートめくりシーンは、実はそれほど多くないが、アニメ版はそれ以外にもパンチラや服が破れるなどの演出が多い。いわゆるサービスカットは前半に多く、後半は肉丸が神風の術を使っても、周りにいる女性のスカートの中身は見えない事がほとんどである。

### スタッフ
- 原作 - 細野不二彦
- 企画 - 岡正
- チーフディレクター - 佐々木皓一
- シリーズ構成 - 首藤剛志
- キャラクター設定 - 金沢比呂司
- オーディオディレクター - 斯波重治
- プロデューサー - 片岡義朗、茂垣弘道
- メカ設定 - 竹内昭、ごまるち
- 美術監督 - 河野次郎
- 撮影監督 - 高橋明彦
- 編集 - 岡安肇、小野寺桂子、小島俊彦、渡辺雅日人、村井秀明、石井真美
- 音楽プロデューサー - 荻野宏
- 効果 - 依田安文
- 音楽 - 久石譲
- 制作担当 - 原田一男
- 制作協力 - 土田プロダクション
- 制作 - NAS、旭通信社

### 主題歌
音楽ソフト（EP、LP、カセットテープ、CD）の発売元は、いずれもビクター音楽産業。
オープニングテーマ
「恋の呪文はスキトキメキトキス」
歌 - 伊藤さやか / 作詞 - 康珍化 / 作曲・編曲 - 小林泉美
第1話では挿入歌としても使われている。
- 山野さと子、桃井はるこ、後藤邑子、かせきさいだぁ、バンドじゃないもん!らのカバーが存在する。

エンディングテーマ
「恋のB級アクション」（第1話 - 第27話）
歌 - 伊藤さやか / 作詞 - 康珍化 / 作曲・編曲 - 小林泉美
第7話ではアイドル早田亜紀（声 - 伊藤さやか） の持ち歌として、劇中でも流れている。
- かせきさいだぁのカバーが存在する。

「忍豚レゲエ」（第28話 - 第69話）
歌 - 田中真弓 / 作詞 - ひのこういち / 作曲・編曲 - 久石譲
第19、26話では挿入歌としても使われている。

### 挿入歌
「アナタトOVER-HEATシタイ」（第7、10、52、57話）
歌 - 早田亜紀（声 - 伊藤さやか） / 作詞 - Heart Box / 作曲 - Keith Brown / 編曲 - 大村憲司
- アイドル早田亜紀の持ち歌として、劇中でたびたび流される。

「忍の者高校校歌」（第12、17、19、45話）
歌 - 忍の者高校生徒一同、（独唱）三ツ矢雄二 / 作詞 - 望田市郎 / 作曲・編曲 - 久石譲
「I am 八宝斉」（第12、66話）
歌 - 八奈見乗児 / 作詞 - 望田市郎 / 作曲・編曲 - 久石譲
「フレンズ」（第50、57、66話）
歌 - 島津冴子 / 作詞 - 康珍化 / 作曲 - 小林泉美 / 編曲 - 久石譲
「食いMONOソング」（劇中未使用）
歌 - 三ツ矢雄二 / 作詞 - 望田市郎 / 作曲・編曲 - 久石譲
「忍豚レゲエ」が音楽篇アルバムからシングルカットされた際の、B面収録曲。
「さすがの忍豚音頭」（劇中未使用）
歌 - 田中真弓、SARUTOBI CHORUS / 作詞 - ひのこういち / 作曲 - 久石譲 / 編曲 - 高田弘
企画盤「タケちゃんマン音頭」（歌 - 金沢明子）のB面カップリング曲。

### 各話リスト
| 話数 | 放送日          | サブタイトル                          | 脚本                  | コンテ          | 演出     | 作画監督       |
| ---- | --------------- | ------------------------------------- | --------------------- | --------------- | -------- | -------------- |
| 1    | 1982年 10月17日 | でたぞ肉丸ドッキリ魔子                | 辻真先                | 佐々木皓一      | 山田雄三 | 金沢比呂司     |
| 2    | 10月24日        | これがうわさの肉丸ファミリー          | 首藤剛志              | 光延博愛        | 山田雄三 | 金沢比呂司     |
| 3    | 10月31日        | 出た! 美加! スーパーくの一            | 筒井ともみ            | 山田雄三        | 山田雄三 | 小川博司       |
| 4    | 11月7日         | 魔子いじめた怒りの肉丸                | 金春智子              | 山口ツトム      | 山田雄三 | 金沢比呂司     |
| 5    | 11月14日        | バラの美少女レポート                  | 首藤剛志 土屋斗紀雄   | 藤原鉄太郎      | 石田昌久 | いのまたむつみ |
| 6    | 11月21日        | スパイナーから来た忍者                | 照井啓司              | 光延博愛        | 山田雄三 | 小川博司       |
| 7    | 11月28日        | アイドルをねらえ                      | 筒井ともみ            | 虎井安夫        | 山田雄三 | 金沢比呂司     |
| 8    | 12月5日         | やぶれたり神風の術                    | 土屋斗紀雄            | 光延博愛        | 山田雄三 | 金沢比呂司     |
| 9    | 12月12日        | 戦国猿飛秘話                          | 入江とおる            | 山田雄三        | 山田雄三 | 小川博司       |
| 10   | 12月19日        | わたしの宇宙人                        | 首藤剛志              | 藤原鉄太郎      | 石田昌久 | いのまたむつみ |
| 11   | 12月26日        | 雪の日の愛のわかれに                  | 金春智子              | 更波野介        | 山田雄三 | 金沢比呂司     |
| 12   | 1983年 1月9日   | ハチャメチャ雪んこ野球                | 入江とおる            | 小華和ためお    | 山田雄三 | 金沢比呂司     |
| 13   | 1月16日         | 肉丸ウェスタン荒野の決闘              | 戸田博史              | 藤原鉄太郎      | 山田雄三 | 小川博司       |
| 14   | 1月23日         | うそォ! 肉丸が雪男!?                  | 照井啓司              | 横田和善        | 山田雄三 | 金沢比呂司     |
| 15   | 1月30日         | ネグラ忍法帖!?                        | 柳川茂                | 福富博          | 山田雄三 | 金沢比呂司     |
| 16   | 2月6日          | ネグラ一族の陰謀!                     | 柳川茂                | 福富博          | 山田雄三 | 金沢比呂司     |
| 17   | 2月13日         | パニック・肉丸が変身!?                | 土屋斗紀雄            | 更波野介        | 山田雄三 | 金沢比呂司     |
| 18   | 2月20日         | 魔子と肉丸の思い出アルバム            | 金春智子              | 藤原鉄太郎      | 石田昌久 | いのまたむつみ |
| 19   | 2月27日         | 決戦!! スパイナー対忍びの者           | 首藤剛志              | 三沢伸          | 山田雄三 | 小川博司       |
| 20   | 3月6日          | バラがくれひょうきん選挙              | 戸田博史              | 原田益次        | 山田雄三 | 小川博司       |
| 21   | 3月13日         | ファーストキッスで待たされて          | まるおけいこ          | 福富博          | 山田雄三 | 金沢比呂司     |
| 22   | 3月20日         | シェイプアップラブ大作戦              | 辻真先                | 虎井安夫        | 山田雄三 | 小川博司       |
| 23   | 3月27日         | ハチャメチャ? げんまん大戦!           | 武上純希              | 藤原鉄太郎      | 石田昌久 | いのまたむつみ |
| 24   | 4月3日          | 0029まる危機一発!!                    | 柳川茂                | 渡辺佳明        | 山田雄三 | 金沢比呂司     |
| 25   | 4月10日         | ナンバーワン忍者・肉丸!?              | 土屋斗紀雄            | 渡辺佳明        | 山田雄三 | 金沢比呂司     |
| 26   | 4月17日         | さらば! さすらいのニントン            | 戸田博史              | 小華和ためお    | 山田雄三 | 金沢比呂司     |
| 27   | 4月24日         | 出た! 恋のライバル猫若丸              | 戸田博史              | 佐々木皓一      | 山田雄三 | 金沢比呂司     |
| 28   | 5月1日          | ミカの愛した英雄バイク                | 柳川茂                | 福富博          | 山田雄三 | 鈴木信一       |
| 29   | 5月8日          | 宿命の対決!! 肉丸VSニントン           | まるおけいこ 首藤剛志 | 渡辺佳明        | 山田雄三 | 金沢比呂司     |
| 30   | 5月15日         | 寒い国から来たスパイ                  | 武上純希              | 石田昌久        | 山田雄三 | 金沢比呂司     |
| 31   | 5月22日         | 決斗! 愛すればこそ                    | まるおけいこ 首藤剛志 | 小華和ためお    | 山田雄三 | 谷口守泰       |
| 32   | 5月29日         | 魔子の丸秘ドッキリレポート            | 朝倉千筆              | 神崎貢一        | 山田雄三 | 小川博司       |
| 33   | 6月5日          | 初手柄!? ヘバロンとりで大爆破!        | 柳川茂                | 小鹿英吉        | 山田雄三 | 金沢比呂司     |
| 34   | 6月19日         | 肉丸はじめて物語恐竜100万年           | 戸田博史              | 岡本鷹範        | 山田雄三 | 谷口守泰       |
| 35   | 6月26日         | ザ女教師・わたしが愛したくの一!       | 筒井ともみ            | 福富博          | 山田雄三 | 鈴木信一       |
| 36   | 7月3日          | パイパニック号を引き上げろ!!          | 戸田博史              | 神崎貢一        | 山田雄三 | 金沢比呂司     |
| 37   | 7月17日         | 肉丸南極物語                          | 戸田博史              | 森脇真琴        | 山田雄三 | 金沢比呂司     |
| 38   | 7月31日         | モモちゃん忍法・変身の術              | 土屋斗紀雄            | 吉田浩          | 山田雄三 | 小川博司       |
| 39   | 8月7日          | 山は呼んでる! 肉丸VS八宝斉            | 柳川茂                | 森脇真琴        | 山田雄三 | 金沢比呂司     |
| 40   | 8月14日         | 肉丸inスペースウォーズ                | 武上純希              | 三沢伸          | 山田雄三 | 金沢比呂司     |
| 41   | 8月21日         | ゆれてぬれて海辺の決斗!               | まるおけいこ 首藤剛志 | 福富博          | 山田雄三 | 鈴木信一       |
| 42   | 8月28日         | 肉丸パニック! 食うのは奴らだ          | 花園由宇保            | 光延博愛        | 山田雄三 | 毛利和昭       |
| 43   | 9月4日          | 肉丸VSスパイナー! 宇宙の対決!!        |                       | ゆうき桃        | 山田雄三 | 宇都木勇       |
| 44   | 9月11日         | あこがれのビーチ・ラブ!               | 内山京子 筒井ともみ   | 神崎貢一        | 山田雄三 | 金沢比呂司     |
| 45   | 9月18日         | 禁じられた恋? 地の果てまで!           | 金春智子              | 吉田浩          | 山田雄三 | 金沢比呂司     |
| 46   | 9月25日         | 魔子のララバイ忍法“蝶の舞”            | 戸田博史 首藤剛志     | 森脇真琴        | 山田雄三 | 金沢比呂司     |
| 47   | 10月2日         | 大奥・お嫁においで物語                | 柳川茂                | 森脇真琴        | 山田雄三 | 鈴木信一       |
| 48   | 10月9日         | 肉丸が愛したペンフレンド?!            | 戸田博史              | 佐々木皓一      | 山田雄三 | 毛利和昭       |
| 49   | 10月16日        | ザ・女教師 ウィーンの秋に燃えて       | 筒井ともみ            | 神崎貢一        | 山田雄三 | 金沢比呂司     |
| 50   | 10月23日        | 美加の愛した“10月の風”                | 柳川茂                | 福富博          | 山田雄三 | 宇都木勇       |
| 51   | 10月30日        | エーゲ海にささぐ“忍法蝶の舞”          | 戸田博史              | 岡迫和之        | 山田雄三 | 金沢比呂司     |
| 52   | 11月6日         | 斗え小源太! 明日に向かって            | 柳川茂                | 吉田浩          | 山田雄三 | 金沢比呂司     |
| 53   | 11月13日        | ザ・忍者 これが日本だ!                | 花園由宇保            | 森脇真琴        | 森脇真琴 | 鈴木信一       |
| 54   | 11月20日        | おしゃもじ忍法“ママの神風”            | 首藤剛志 戸田博史     | 高垣幸蔵        | 山田雄三 | 毛利和昭       |
| 55   | 11月27日        | 魔子ちゃん! 君こそスターだ!           | 首藤剛志 金春智子     | 岡迫和之        | 山田雄三 | 金沢比呂司     |
| 56   | 12月4日         | 00コンビうらぎり大逆転!               | 内山京子 首藤剛志     | 石川康夫        | 山田雄三 | 宇都木勇       |
| 57   | 12月11日        | もう一度肉丸アイラブユー              | 首藤剛志 戸田博史     | 高垣幸蔵        | 山田雄三 | 金沢比呂司     |
| 58   | 12月18日        | 魔子VS肉丸びっくり忍者日本一          | 首藤剛志              | 森脇真琴        | 森脇真琴 | 鈴木信一       |
| 59   | 12月25日        | 戦場のブルークリスマス                | 首藤剛志              | 高垣幸蔵        | 山田雄三 | 金沢比呂司     |
| 60   | 1984年 1月8日   | ハチャメチャ・肉丸八豚伝              | 柳川茂                | 高垣幸蔵        | 山田雄三 | 毛利和昭       |
| 61   | 1月15日         | さよなら!? 前略肉丸さま               |                       | 三沢伸 高林久弥 | 山田雄三 | 摩砂雪         |
| 62   | 1月22日         | 爆発! バクハツ! 大ばくはつ!!          | 首藤剛志              | 高垣幸蔵        | 山田雄三 | 宇都木勇       |
| 63   | 1月29日         | 大怪人VS肉丸地球最大の斗い!           | 谷本敬次              | 森脇真琴        | 森脇真琴 | 鈴木信一       |
| 64   | 2月5日          | 大奥いじめていじめて物語              | 柳川茂                | 高垣幸蔵        | 山田雄三 | 金沢比呂司     |
| 65   | 2月12日         | 誰がいちばん美人? それは私です!       | 谷本敬次              | 阿宮正和        | 山田雄三 | 毛利和昭       |
| 66   | 2月19日         | キャッツもびっくり!? 肉丸ミュージカル | 谷本敬次              | 山田雄三        | 山田雄三 | 金沢比呂司     |
| 67   | 2月26日         | 美加の愛した足長おじさん              | 柳川茂                | 森脇真琴        | 森脇真琴 | 鈴木信一       |
| 68   | 3月4日          | これがウワサの少年ケニやん            | 花園由宇保            | 佐々木皓一      | 山田雄三 | 摩砂雪         |
| 69   | 3月11日         | たかが肉丸・されど肉丸 さらば肉丸!    | 首藤剛志              | 神崎貫一        | 山田雄三 | 毛利和昭       |

### 放送局
系列は当時の系列。放送日時は個別に出典が提示されているものを除き1984年2月中旬 - 3月上旬のものとする。
| 放送対象地域   | 放送局         | 系列                                         | 放送日時                                                                                         | 備考                                                                     |
| -------------- | -------------- | -------------------------------------------- | ------------------------------------------------------------------------------------------------ | ------------------------------------------------------------------------ |
| 関東広域圏     | フジテレビ     | フジテレビ系列                               | 日曜 19:00 - 19:30                                                                               | 制作局                                                                   |
| 北海道         | 北海道文化放送 | フジテレビ系列                               | 日曜 19:00 - 19:30                                                                               |                                                                          |
| 青森県         | 青森テレビ     | TBS系列                                      | 金曜 17:30 - 18:00                                                                               | 1982年10月22日から放送                                                   |
| 岩手県         | テレビ岩手     | 日本テレビ系列                               | 水曜 17:30 - 18:00                                                                               |                                                                          |
| 秋田県         | 秋田テレビ     | フジテレビ系列 テレビ朝日系列                | 日曜 19:00 - 19:30                                                                               |                                                                          |
| 山形県         | 山形テレビ     | フジテレビ系列                               | 水曜 16:30 - 17:00                                                                               |                                                                          |
| 宮城県         | 仙台放送       | フジテレビ系列                               | 日曜 19:00 - 19:30                                                                               |                                                                          |
| 福島県         | 福島テレビ     | フジテレビ系列                               | 日曜 18:00 - 18:30（第45話まで）→ 日曜 17:00 - 17:30（第46話）→ 日曜 19:00 - 19:30（第47話から） | 1983年3月まではTBS系列とのクロスネット。                                 |
| 山梨県         | 山梨放送       | 日本テレビ系列                               | 木曜 17:00 - 17:30                                                                               |                                                                          |
| 新潟県         | 新潟総合テレビ | フジテレビ系列                               | 日曜 19:00 - 19:30                                                                               | 1983年9月まではテレビ朝日系列とのクロスネット。                          |
| 長野県         | 長野放送       | フジテレビ系列                               | 日曜 19:00 - 19:30                                                                               |                                                                          |
| 静岡県         | テレビ静岡     | フジテレビ系列                               | 日曜 19:00 - 19:30                                                                               |                                                                          |
| 富山県         | 富山テレビ     | フジテレビ系列                               | 日曜 19:00 - 19:30                                                                               |                                                                          |
| 石川県         | 石川テレビ     | フジテレビ系列                               | 日曜 19:00 - 19:30                                                                               |                                                                          |
| 福井県         | 福井テレビ     | フジテレビ系列                               | 日曜 19:00 - 19:30                                                                               |                                                                          |
| 中京広域圏     | 東海テレビ     | フジテレビ系列                               | 日曜 19:00 - 19:30                                                                               |                                                                          |
| 近畿広域圏     | 関西テレビ     | フジテレビ系列                               | 日曜 19:00 - 19:30                                                                               |                                                                          |
| 島根県・鳥取県 | 山陰中央テレビ | フジテレビ系列                               | 日曜 19:00 - 19:30                                                                               |                                                                          |
| 岡山県・香川県 | 岡山放送       | フジテレビ系列                               | 日曜 19:00 - 19:30                                                                               |                                                                          |
| 広島県         | テレビ新広島   | フジテレビ系列                               | 日曜 19:00 - 19:30                                                                               |                                                                          |
| 山口県         | 山口放送       | 日本テレビ系列 テレビ朝日系列                | 月曜 17:15 - 17:45                                                                               | 1982年11月1日から放送                                                    |
| 愛媛県         | テレビ愛媛     | フジテレビ系列                               | 日曜 19:00 - 19:30                                                                               |                                                                          |
| 高知県         | テレビ高知     | TBS系列                                      | 火曜 17:30 - 18:00                                                                               |                                                                          |
| 福岡県         | テレビ西日本   | フジテレビ系列                               | 日曜 19:00 - 19:30                                                                               |                                                                          |
| 佐賀県         | サガテレビ     | フジテレビ系列                               | 日曜 19:00 - 19:30                                                                               |                                                                          |
| 長崎県         | テレビ長崎     | フジテレビ系列 日本テレビ系列                | 土曜 18:00 - 18:30                                                                               | 1990年9月までは日本テレビ系列とのクロスネット。 1982年10月30日から放送。 |
| 熊本県         | テレビ熊本     | フジテレビ系列 テレビ朝日系列                | 日曜 19:00 - 19:30                                                                               |                                                                          |
| 大分県         | テレビ大分     | 日本テレビ系列 フジテレビ系列 テレビ朝日系列 | 金曜 17:30 - 18:00                                                                               | 1984年4月20日まで放送                                                    |
| 宮崎県         | テレビ宮崎     | 日本テレビ系列 フジテレビ系列 テレビ朝日系列 | 木曜 17:30 - 18:00                                                                               |                                                                          |
| 鹿児島県       | 鹿児島テレビ   | 日本テレビ系列 フジテレビ系列                | 木曜 19:00 - 19:30                                                                               | 1982年11月4日から放送                                                    |
| 沖縄県         | 沖縄テレビ     | フジテレビ系列                               | 日曜 19:00 - 19:30                                                                               |                                                                          |

## 映像ソフト
- TVシリーズの全話収録ソフトとしてレーザーディスク(LD）コレクション（18枚組）と、DVD-BOXがリリースされている（DVD-BOXには2003年の23枚組全話収録BOXと、2008年の上下巻BOXとがある）ほか、2004年には単品のDVDも発売された。全話収録BOXには、名場面集や作者・声優インタビュー&座談会、キャラクター設定集などが収録された特典ディスクが付属していた。
- DVDでは全話のアイキャッチ（第23話までの魔子メインのものと、肉丸と忍豚が骨付き肉を二人お手玉する第24話からのものとの2タイプ[120]）がCM入りとCM明けともにカットされているため、完全収録になっていない。

- その他ビデオソフトとして『さすがの猿飛 キャラ・グラフィティー』[VHS][121]が放映終了後にリリースされていたが、こちらはTVシリーズ全話をニントンの（新規アフレコによる）講釈のもと、様々なコーナーに切り貼りしてまとめた総集編ビデオであり完全新作ではない。ディスク（LD、DVD、BD）媒体での商品化はされておらず、配信でも取り扱われていないため当時の商品でしか視聴できない。

## 備考
- 肉丸in SPACE WARS!…の巻[122]
  - 単行本に未収録の番外編。少年サンデーコミックスの絶版以降も、文庫版やコンビニ普及版など何度か単行本がリニューアルして発行されているが、2022年10月現在いずれにも収録されておらず、当時の掲載誌でしか読めない状態が続いている。
  - このエピソードは第43話「肉丸VSスパイナー! 宇宙の対決!!」としてアニメ化されている[注 65]。その冒頭では「原作準拠の番外編である」旨を説明する前口上があるが、単行本未収録であるため原作漫画に存在するエピソードであることが認知されにくくなってしまい、口上が意味不明に受け取られる状況となっている。
  - サブタイトルが同じアニメ第40話「肉丸inスペースウォーズ」はアニメオリジナルエピソード。
- さすがの猿飛 2013
  - 2013年に小学館文庫として全4巻でまとめられた文庫版[123][124][125][126]の各巻末には、新作短編『さすがの猿飛 2013』が描きおろしで収録された。
  - その後ビッグコミックス『細野不二彦短編集2』[127]冒頭や、ヒーローズコミックスのリニューアル版第4巻[128]の巻末にも再録されている。
- ガンモvs.肉丸in令和
  - 『細野不二彦初期短編集 A面』[129]の巻末には、新作短編『ガンモvs.肉丸in令和』が描きおろし収録されている。

## 関連商品
電子ゲーム
ヨネザワが1983年に『Mulyiboy　さすがの猿飛』という電子ゲームを発売した。
スロット
5号機。IGT Japanより発売、2009年4月稼働開始。